# União das Freguesias da Sé e São Lourenço
Die União das Freguesias de Sé e São Lourenço ist eine portugiesische Gemeinde (Freguesia) im Kreis (Concelho) Portalegre im Alto Alentejo, Portugal.

## Geschichte
Die Gemeinde entstand im Zuge der Gebietsreform vom 29. September 2013 durch die Zusammenlegung der ehemaligen Gemeinden Sé und São Lourenço.
Portalegre wurde Sitz der neuen Verwaltung.

## Demographie
| Freguesia | Freguesia         | Freguesia | Freguesia       | ehemalige Freguesias | ehemalige Freguesias | ehemalige Freguesias | ehemalige Freguesias |
| --------- | ----------------- | --------- | --------------- | -------------------- | -------------------- | -------------------- | -------------------- |
| Wappen    | Freguesia         | Einwohner | Fläche in (km²) | Wappen               | Freguesia            | Einwohner            | Fläche in (km²)      |
|           | Sé e São Lourenço | 14317     | 23,61           |                      | Sé                   | 10712                | 11,25                |
|           | Sé e São Lourenço | 14317     | 23,61           | São Lourenço         | 4989                 | 12,37                |                      |